# José Rafael Pocaterra
José Rafael Pocaterra (Valencia, estado Carabobo, 18 de diciembre de 1889 - Montreal, Canadá, 18 de abril de 1955) fue un escritor, periodista y diplomático venezolano. Publicó numerosos cuentos, novelas, artículos y crónicas de prensa. Su obra más conocida es Memorias de un venezolano de la decadencia, una de las más severas críticas a la dictadura de Juan Vicente Gómez. Fue partícipe en la invasión por Cumaná a bordo del vapor Falke, en 1929. En su calidad de periodista y funcionario diplomático vivió en Estados Unidos y Canadá.

## Biografía

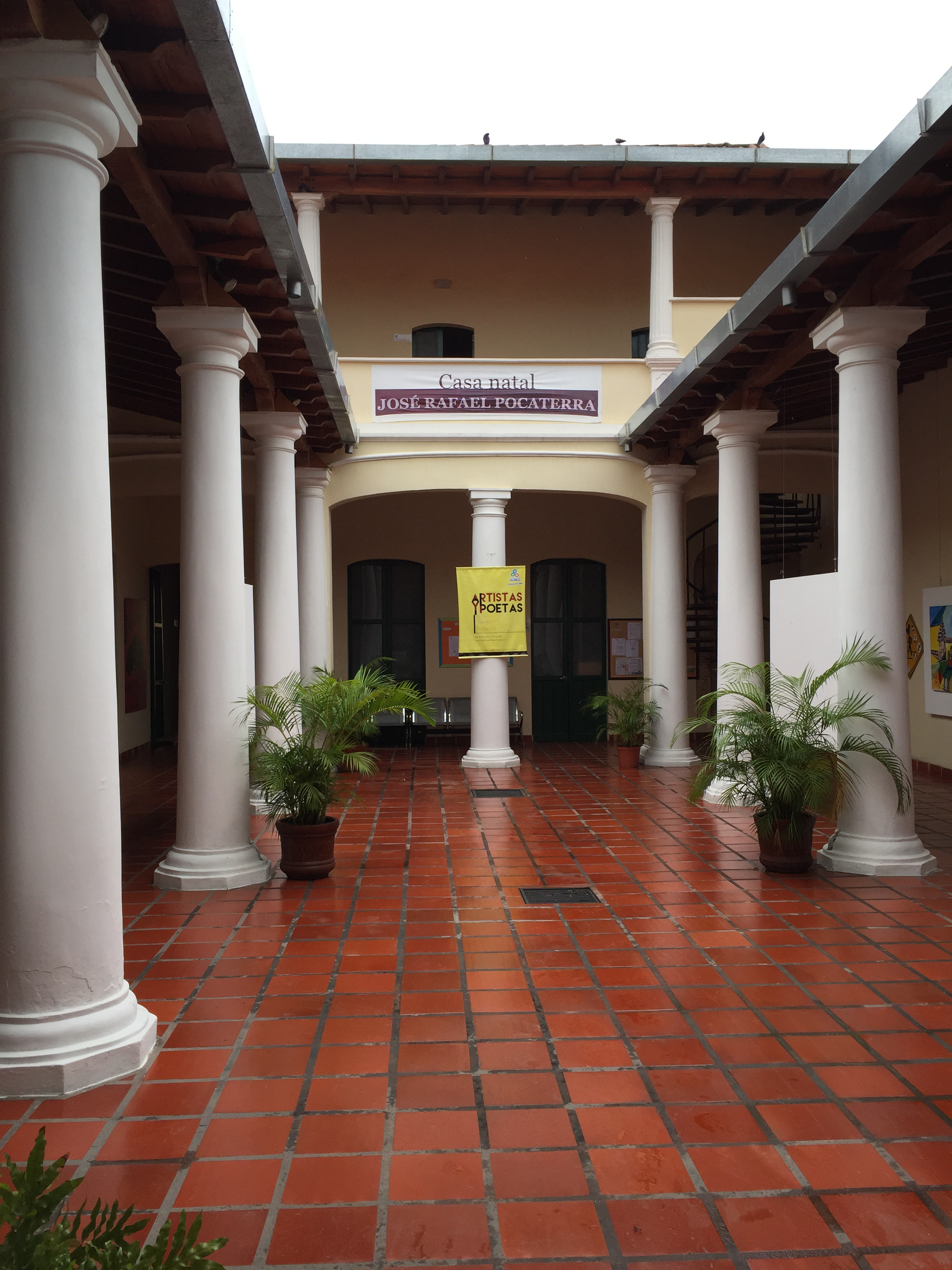
La casa natal de José Rafael Pocaterra funciona en la actualidad como centro cultural de la ciudad de Valencia

### Primeros años
Descendiente de funcionarios del Ejército Republicano por el lado paterno de funcionarios de la Legión Británica y emparentado con Miguel de Unamuno por el lado materno, José Rafael Pocaterra nace el 18 de diciembre de 1889 en la ciudad de Valencia, es el menor de los tres hijos del comerciante corso Jaime Demetrio Pocaterra y Mercedes MacPherson. La muerte de su padre a los pocos meses de cumplirse un año de su nacimiento hace que la familia fije residencia junto a los abuelos paternos. Le aguarda una infancia muy dura, signada por la escasez que años más tarde le dará un recurso único para su escritura: una noción cruda y absoluta de la miseria.
Realiza sus primeros estudios en el Colegio Don Bosco de Valencia juntamente con el joven escritor Javier Alexander Bravo Bonillo (y con la futura esposa de este, llamada Leticia Moncayo), pero solo hasta el sexto grado de educación primaria pues las limitaciones económicas del grupo familiar no le permiten continuar su escolaridad. Sin embargo, en esa época, inicia una sólida formación autodidacta que se alimenta de sus apasionados hábitos de lectura.
Más tarde, Javier y Leticia dieron al público la noticia de que serían padres de gemelos una hembra y un varón, pero desgraciadamente la esposa muere al dar luz dejando huérfanos a los niños y viudo al joven escritor Javier.

### Primer arresto
En 1907 a los 18 años de edad, publica sus primeros escritos en el diario Caín. Se trata de una aparición premonitoria. El contenido de sus textos es tan crítico contra Cipriano Castro y su administración, que todos los redactores de la publicación son encarcelados en el Castillo San Felipe de Puerto Cabello. El castigo es motivado, entre otras cosas, porque Pocaterra ha publicado una lista de candidatos presidenciales para las elecciones de ese año en la que incluía presos políticos y opositores del gobierno. Posteriormente es trasladado al Castillo de San Carlos, en Maracaibo, en donde paga encarcelamiento por un año.
Durante esta primera estancia en prisión cultiva el latín, griego e inglés, y se aplica a leer los autores clásicos y coetáneos que el comité de censura de la prisión le permite. De igual forma se enriquece al compartir las experiencias de sus compañeros de celda, provenientes de disímiles regiones y estratos sociales, cuyo único punto común es la expresión de su descontento con la gestión de los gobernantes y sus intentos por combatirlos.
Gracias a la petición que realiza una de las hijas del historiador Francisco González Guinán al presidente Castro, durante una recepción, a finales de 1908, el escritor es liberado de prisión. A pesar de su experiencia en la cárcel, Pocaterra continuará fustigando críticamente a Castro, y posteriormente a Gómez y algunos de los integrantes de sus respectivos gabinetes. Sin embargo, antes de la ruptura definitiva con Gómez, desempeñará diversos cargos.

### Escritos y cargos públicos
Entre los años de 1911 y 1912 colabora con el periódico Patria y Unión y escribe su primera novela, Política feminista, que luego es editada por la Imprenta Cultural de Caracas. A finales de 1912 regresa a Caracas, escribe Veladas oscuras e incursiona en la vida militar, al trabajar como secretario de un general. Probablemente de esa época datan sus primeros contactos con Román Delgado Chalbaud, a quien acompañará en el futuro en más de una conspiración.
Pese a que Carlos Martínez «Calolalo», está vinculado con la conspiración de 1913, Pocaterra sigue desempeñando cargos en la administración pública. Dos años más tarde se traslada a Maracaibo para ejercer el cargo de intendente de tierras baldías del estado Zulia, y colabora con el Diario El Fonógrafo, donde publicará artículos de opinión y relatos en su columna Lectura del sábado. Durante ese mismo año asume la posición de adjunto al director del diario, Eduardo López Bustamante, hasta 1916.
En 1915 empieza la publicación de Cuentos grotescos. En ellos, el escritor le da fuerza a un nuevo estilo en la narrativa venezolana, más cercano al realismo social, enfrenta a los personajes con sus miserias y los hunde en sus condiciones más duras. De alguna manera, Pocaterra se encuentra en rebelión con la literatura de su época a la que considera sumida en un lenguaje pacato, preciosista, demasiado poético; por eso, con sus cuentos, no pierde oportunidad para afincarse en la realidad, describirla tan terriblemente como se presenta, y utilizar un lenguaje directo, crudo, agudo.
Tres años más tarde, en 1917, publica en El Fonógrafo un artículo en apoyo a la actuación del frente aliado durante la I Guerra Mundial. Las consecuencias son nefastas: es llevado temporalmente a la cárcel y se ordena el cierre del diario, cuya circulación se había mantenido de forma continua por 38 años. Seguidamente, Pocaterra se traslada a Caracas por su desacuerdo con la política que estableció contra la oposición el nuevo presidente del estado Zulia.
De esta época datan sus columnas en El Universal y El Nuevo Diario, este último dirigido entonces por Laureano Vallenilla Lanz. La editorial Atenea, de Caracas, publica su novela Tierra del sol amada. También era colaborador de El Heraldo de Cuba.
En 1918, en compañía de Leoncio Martínez, Francisco Pimentel (Job Pim) y José Antonio Calcaño, funda el diario humorístico Pitorreos.

### Segundo arresto y escritura en prisión
Se involucra nuevamente en una conspiración junto a los redactores de Pitorreos y es apresado en La Rotunda en enero de 1919. Allí vivirá, en la celda número 41, tres años de terribles torturas, castigos y soledad y será testigo de varias muertes. De esos días obtendrá vivencias fundamentales para escribir años más tarde uno de los testimonios más agudos de la represión: Memorias de un venezolano de la decadencia.
Mientras permanece en La Rotunda trabaja en la primera parte de la novela Juan de Abila (que luego llevará por título La casa de los Abila). Lo que escribe, lo hace en hojas de papel diminutas que son enrolladas para que puedan salir armadas como cigarrillos. El cabo de los presos, Macedonio Guerrero, se convierte en su salvación: se ofrece como correo de la obra que escribe y más adelante permite la entrada de libros a la cárcel. No deja descansar su cabeza; con una exhaustiva rutina de trabajo, día y noche, traduce además la novela de Dolf Willard, The Pathway of the Pioneers(fuente?) y los seis actos de la obra de teatro L'Aiglon, de Rostand.

#### Liberación
Finalmente es liberado en enero de 1922; descansa algunos días y luego se ocupa en un nuevo proyecto: fundar dos meses más tarde una pequeña empresa editorial junto a Arvelo Larriva, donde llegará a publicar las primeras páginas de la novela Ifigenia de Teresa de la Parra. El tiempo en la cárcel, sin embargo, en nada cambia sus convicciones: su disconformidad con el régimen no cesa, tal como lo demuestra en una publicación clandestina conocida como La vergüenza de América. Muy pronto su vínculo con esta publicación es descubierto, así que decide establecerse en Nueva York. A bordo del barco conoce a quien será su esposa en agosto del mismo año: Mercedes Conde Flores. La fecha de encuentro la recordará en su poema Diario de a bordo.

### Vida en el exterior

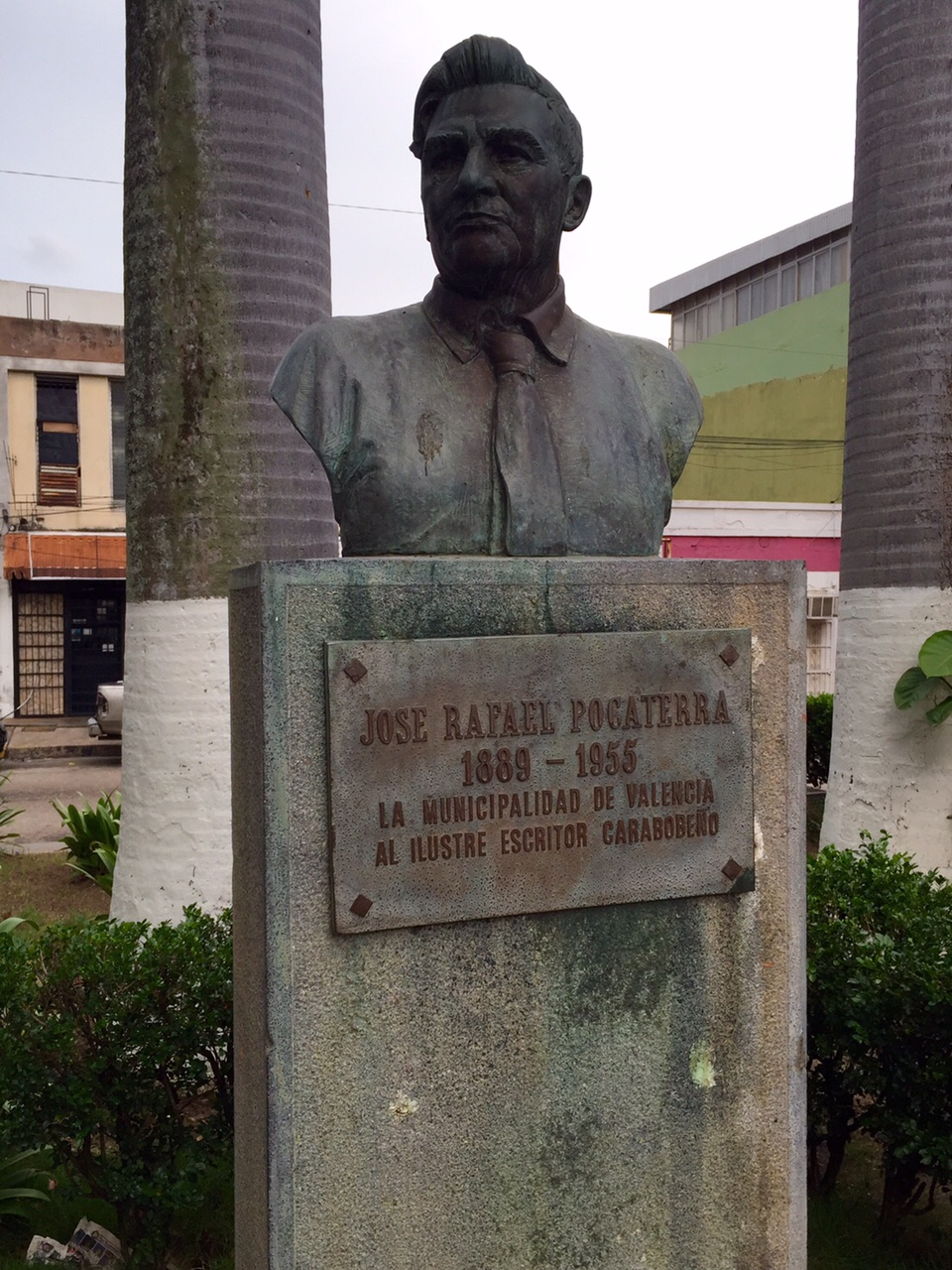
Busto de José Rafael Pocaterra

En Estados Unidos, precisamente en la Ciudad de Nueva York continúa escribiendo, esta vez colaborando en El Heraldo de Cuba con una columna titulada Cartas Hiperbóreas. Una vez más, un texto lo llevará a cambiar de residencia: la delegación de Venezuela en ese país le crea problemas luego de un artículo publicado en el diario La reforma social. Se traslada entonces, en 1923, a Montreal para ocupar el cargo de director del departamento hispano de la Sun Life Insurance and Co., dicta clases de español en la Universidad de Montreal y publica los primeros capítulos de Memorias de un venezolano de la decadencia, al tiempo que colabora con varios periódicos latinoamericanos; desde allí trata de continuar su persistente campaña contra Gómez.
Es una década de conmociones familiares y de decisiones cruciales de índole político para el escritor. Nacen sus hijos José Rafael y Héctor, en 1923 y 1924 respectivamente; su esposa muere en 1925; y desde Montreal mantiene contacto con el grupo de exiliados del régimen de Gómez, con quienes celebra una reunión en París en 1929 para planificar una invasión a Venezuela por Cumaná.
Para esta misión es designado primer vocal de la conocida e infructuosa expedición de la embarcación Falke, realizada el 11 de agosto de 1929 y comandada por Román Delgado Chalbaud. El grupo de exiliados es sorprendido por las tropas del gobierno, que estaban alertadas sobre la operación. Sin embargo, se culpa del fracaso a Pocaterra, por su decisión de huir a Trinidad y arrojar las armas al mar, tras la amenaza de los reclutas de unirse a las filas gomecistas. El incidente en el cual muere Chalbaud, le hace alejarse de las actividades del exilio antigomecista. Nuevamente en Montreal, contrae matrimonio en 1934 con una canadiense 17 años menor que él, Marthe Arcand.

### Regreso a Venezuela
Regresa a Venezuela en 1938, donde se incorpora al Congreso Nacional como secretario y senador por el estado Carabobo. En 1939 ejerce cómo Ministerio de Trabajo y Comunicaciones. Cargo que abandona en orden de asumir la presidencia del estado Carabobo desde 1941 hasta 1943, dona a Naguanagua una cuadrícula de tierra (que son de cuatro (4) por cinco (5) manzanas) parte de la Hacienda Tarapío, terrenos pertenecientes al estado carabobeño, con la finalidad de que pertenecieran a ejidos municipales, pues Naguanagua carecía de los mismos, es decir, sus propiedades eran netamente privadas.
Al terminar su mandato como presidente de Carabobo es enviado extraordinario y ministro plenipotenciario de Venezuela en Gran Bretaña; y el 8 de octubre de 1945 presenta credenciales como embajador en Moscú, inaugurando así las relaciones diplomáticas entre Venezuela y la Unión Soviética, pero renuncia al cargo al ser depuesto el presidente Isaías Medina Angarita. En 1948 con el gobierno de Rómulo Gallegos forma parte de la delegación venezolana ante la IX Conferencia Internacional Americana en Bogotá; y en julio de ese año, es designado embajador de Venezuela en Brasil. Nombrado embajador de Venezuela en Washington por el gobierno de la Junta Militar (marzo 1949). Cuando Carlos Delgado Chalbaud es asesinado en 1950, renuncia a su cargo y regresa a su casa en Montreal.

### Últimos años
Durante estos años se dedica a realizar algunas traducciones y escribir poemas, algunos reveladores de su estado de ánimo como Elegía de otoño, que parece reflejar cercanía con la idea de la muerte.
Es invitado a la celebración de los cuatrocientos años de Valencia, su ciudad natal. Hecho que ocurre en 1955 en donde pronuncia un discurso ante diversas autoridades locales y nacionales que posteriormente será publicado como el poema bajo el nombre de Valencia, la de Venezuela.  
Su continua actitud irreverente ante la justicia se mantiene siempre vigente: en las palabras de su discurso no duda en cuestionar el gobierno de Marcos Pérez Jiménez. Esta será su última visita al país, pues muere el 18 de abril de ese mismo año en Montreal, Canadá. El gobierno perezjimenista no le rinde homenaje, a diferencia de otros escritores e intelectuales nacionales. 

## Obras

### Novelas
- Política feminista: o, El doctor Bebé (1910)
- Vidas oscuras (1912)
- Tierra del sol amada (1917)
- La casa de los Ábila (1946)

### Poemas
- Valencia, la de Venezuela (1955)

Después de mi. Poemario publicado póstumamente.

### Otros
- Memorias de un venezolano de la decadencia (1927)
- Cuentos grotescos (1922, colección de relatos)

### Libros sobre Pocaterra
- Cartas a José Rafael Pocaterra (1889–1955) (2007). Editorial El Perro y la Rana. ISBN 978-9803967406
- José Rafael Pocaterra por Simón Alberto Consalvi (2009). Libros El Nacional.